# Majestic 12

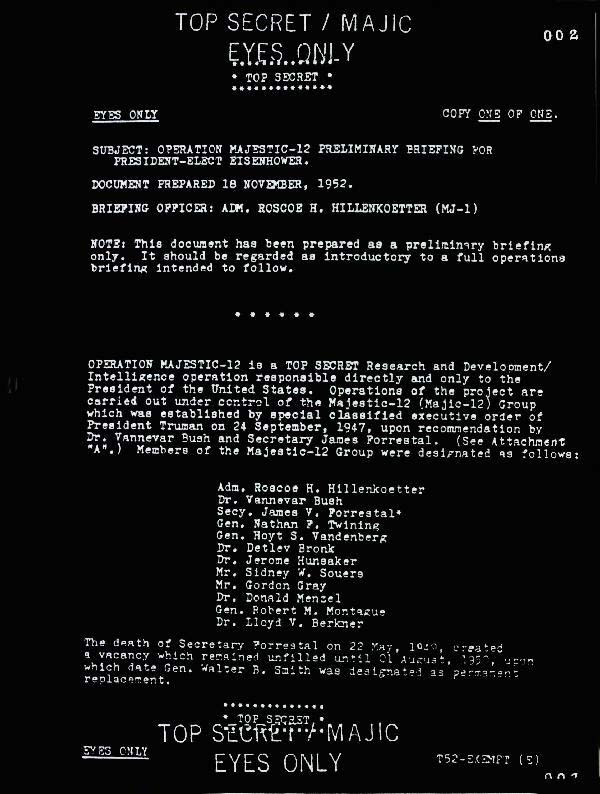
Jedna ze stron odtajnionej dokumentacji dotyczącej Majestic 12

Majestic-12 (także MJ-12 lub MJ-XII) – rzekoma organizacja, która pojawia się w teoriach spiskowych dotyczących UFO. Ma być to kryptonim tajnego zespołu naukowców, przywódców wojskowych i urzędników rządowych, utworzony w 1947 na mocy rozkazu prezydenta Stanów Zjednoczonych Harry’ego Trumana, w celu ułatwienia odzyskania i zbadania statku kosmicznego obcych rozbitego w Roswell. Teoria spiskowa dotycząca tajemniczego zespołu narodziła się po wycieku tajnych dokumentów rządowych, które ufolodzy po raz pierwszy opublikowali w 1984. Federalne Biuro Śledcze, po dokładnym zbadaniu tematu, uznało dokumenty Majestic 12 za „całkowicie fałszywe”, również wielu ufologów uważa je za skomplikowaną mistyfikację.

## Historia
Nie istnieją zweryfikowane dowody istnienia tego zespołu. Istnieniu MJ-12 zaprzeczył rząd Stanów Zjednoczonych, którego organy wypowiedziały się, że dokumenty świadczące o istnieniu takiej grupy zostały sfingowane – FBI zbadało dokumenty i określiło je jako fałszywe (reprodukcje dokumentów z kryptonimem „Magic” poddano retuszowi tak, aby widniało na nim słowo „Majic”, interpretowane następnie jako skrót od „Majestic”). Także wśród ufologów i zwolenników teorii spisku zdania są podzielone.
6 grudnia 2010 r. FBI opublikowało tajne do tej pory dokumenty na temat Majestic-12, jak i wielu innych niewyjaśnionych zjawisk.
Na dokumentach dotyczących Majestic-12 widnieje słowo „bogus” (podrobione).